# Лейтон Ріс
Лейтон Томас Ріс (англ. Leighton Thomas Rees; 17 січня 1940 — 8 червня 2003), валлійський професійний гравець в дартс. Чемпіон світу (BDO) з дартсу (1978). Ріс став найпершим чемпіоном світу з дартсу й першим номером світового рейтингу.

## Кар'єра
Професійним гравцем в дартс Лейтон Ріс став у 1976 році. Через рік (1977) брав участь у найпершому турнірі Кубок світу з дартсу (WDF), де він переміг в одиночному розряді, і у складі збірної Уельсу.